# 長岡京市立長岡中学校
長岡京市立長岡中学校（ながおかきょうしりつ ながおかちゅうがっこう）は、京都府長岡京市天神四丁目にある市立中学校。愛称は「長中」（ながちゅう）。
近くに長岡天満宮があり景色も良い。

## 概要
長岡京市で最も古く、2015年度に創立60周年を迎えた。
文化部として設置している吹奏楽部は京都府の吹奏楽コンクールに出場し金賞を19年連続で受賞しているほか、関西大会に3年連続出場、合計6回の出場実績があるが、近年は金賞を受賞しているものの代表校とはなれていない。

## 沿革
- 1955年（昭和30年）4月 - 乙訓郡向日町外四カ町村学校組合立長岡中学校開校
- 1960年（昭和35年）10月 - 長岡町立長岡中学校と校名変更
- 1962年（昭和37年） - 産業教育振興法の指定を受ける。
- 1972年（昭和47年）10月 - 市政施行により長岡京市立長岡中学校と校名変更
- 1973年（昭和48年）4月 - 本校より長岡第二中学校、分離独立
- 1976年（昭和51年）4月 - 本校より長岡第三中学校、分離独立
- 1982年（昭和57年） - 長岡中学校開校30周年記念行事準備会発足。
- 1985年（昭和60年）4月 - 本校より長岡第四中学校、分離独立
- 1989年（平成元年）9月 - LL教室設置
- 1991年（平成3年）3月 - プール併設型の体育館竣工
- 1993年（平成5年）
  - 8月 - コンピューター教室設置
  - 京都府教育委員会小・中学校教育実践推進校指定
- 1995年（平成7年） - 京都府教育委員会 教育実践パイロット校（数学）指定 。文部省スクールカウンセラー活用調査研究委託
- 1998年（平成10年）4月 - 心の教室相談員配置
- 2000年（平成12年）9月 - コンピュータ機器を更新
- 2001年（平成13年） - 文部科学省「次世代ITを活用した未来型教育研究開発事業」実施校の指定
- 2002年（平成14年） - 京都府教育委員会「地域ふれあい体験活動」推進校の指定
- 2003年（平成15年） - 文部科学省「学力向上フロンティアスクール」指定 。京都府教育委員会「京都府夢・未来校」指定
- 2004年（平成16年） - 創立50周年記念式典挙行
- 2005年（平成17年） - 文部科学省「確かな学力育成のための実践研究事業」の指定
- 2006年（平成18年）
  - 4月 - 学校選択制度実施
  - 4月 - 文部科学省指定学力向上拠点形成事業「確かな学力育成のための実践研究事業」校
  - 10月 - コンピュータ機器を更新
- 2008年（平成20年）9月 - 普通教室に空調設備導入

## 教育方針
1. 学力の充実と進路教育の充実。
2. 豊かな人間性と社会性の教育。
3. 人権に対する正しい理解と実践力の育成。

## 学校行事
- 毎年9月に体育祭が行われる
- 毎年10月に文化祭が行われる
- 毎年3月頃に球技大会が行われる

## 部活動
- 陸上競技
- 野球
- 卓球
- ソフトテニス
- バスケットボール
- バレーボール
- 水泳
- バドミントン
- 剣道
- サッカー
- 吹奏楽
- 美術

## 基本的な通学区域
- 長岡京市立神足小学校の校区（全域）
- 長岡京市立長法寺小学校の校区（全域）
- 長岡京市立長岡第六小学校の校区（全域）

## 周辺施設
- 長岡京記念文化会館
- 長岡京消防署
- 長岡京市立図書館

## 交通
- JR東海道本線 長岡京駅下車
- 阪急京都本線 長岡天神駅下車

## 出身者
- 宇佐美蘭 - キャスター[1]
- 宇佐美貴史 - プロサッカー選手
- さかはら あつし- 作家、映画監督
- 高橋美帆 - 競泳選手（ロンドンオリンピック日本代表）[1]
- 小田豊 - 元長岡京市長
- 松本莉緒 - TVディレクター

## 通学区域が隣接している学校
- 長岡京市立長岡第四中学校
- 長岡京市立長岡第三中学校
- 向日市立勝山中学校
- 長岡京市立長岡第二中学校
- 京都市立大原野中学校
- （大阪府）島本町立第二中学校